# Jean-Luc Grandjean
Pour les articles homonymes, voir Grandjean.
Jean-Luc Grandjean est un ancien handballeur international belge, aujourd'hui entraîneur. Sa carrière de joueur s'est essentiellement déroulée à l'Initia HC Hasselt ainsi qu'au HC Herstal. Il entraina successivement les équipes du HC Herstal, du VOO HC Herstal-Flémalle ROC et de l'Initia HC Hasselt et, depuis 2020, du Handbal Tongeren.

## Biographie

### Joueurs
Né le 10 novembre 1962, Jean-Luc Grandjean débute le handball à l'âge de 16 ans à la JS Herstal. Il effectua l'essentiel de sa carrière dans le club du HC Herstal et de l'Initia HC Hasselt, glanant avec ses deux formations de multiples titres ainsi que plusieurs distinctions personnelles. 

### Entraineur
Jean-Luc Grandjean commença sa carrière d'entraîneur, an tant qu'intérim, au HC Herstal en 1996, alors qu'il est encore joueur. Il deviendra tout de même l'entraîneur principal du club liégeois à partir de la saison 1997/1998 jusqu'en 2002. Une fois sa carrière terminée, en 2003, il redevient entraineur du matricule 58 lors de la saison 2003/2004 ainsi que pour l'ultime saison du club herstalien en 2008/2009. Herstal est, en effet, fusionné avec le ROC Flémalle. Jean-Luc devient le nouvel entraîneur de cette fusion. Poste qu'il occupa jusqu'en 2012. 
Entre 2013 et 2015, il revient à Hasselt en qualité d'entraîneur, avec le club limbourgeois, il parvient à remporter le triplé Championnat-Coupe-Benelux Liga en 2014. Après une pause de cinq ans, il prend les rênes du Handbal Tongeren.

### Vie privée
Jean-Luc Grandjean a trois enfants qui ont pratiqué la natation à haut niveau : Yoris, Tahnée et Joan. Il est également le gendre de Gérard Sulon, ancien footballeur au RFC Liège.

## Clubs successifs
En tant que joueurs
- JS Herstal (1978-1985)
- Initia HC Hasselt (1985-1989)
- HC Herstal (1989-1992)
- Initia HC Hasselt (1992-1995)
- HC Herstal (1995-2003)

En tant qu'entraîneur
- HC Herstal (11/1996-01/1997) (intérim)
- HC Herstal (05/1997-2002)
- HC Herstal (2003-2004)
- HC Herstal (2008-2009)
- VOO HC Herstal-Flémalle ROC (2009-2012)
- Initia HC Hasselt (2013-2015)
- Handbal Tongeren (2020-)

## Palmarès

### Joueur
Compétitions nationales
- Champion de Belgique (5) :
  - HC Herstal : 1990/1991
  - Initia HC Hasselt : 1985/1986, 1992/1993, 1993/1994, 1994/1995
- Coupe de Belgique (3) :
  - HC Herstal : 1991/1992, 1995/1996
  - Initia HC Hasselt : 1994/1995

#### Distinction
- Une fois Meilleur handballeur de l'année URBH en 1994.

### Entraîneur
Compétitions nationales
- Champion de Belgique (1) :
  - Initia HC Hasselt : 2013/2015
- Coupe de Belgique (1) :
  - Initia HC Hasselt : 2013/2014

Compétitions internationales
- BeNeLux Liga (1) : 
  - Initia HC Hasselt : 2013/2014